# 台灣尤努斯基金會
財團法人台灣尤努斯基金會（英語：Foundation for Yunus Social Business Taiwan），簡稱台灣尤努斯基金會，成立於2015年5月18日成立，舉辦多樣化的公益活動，希冀推廣諾貝爾和平獎得主穆罕默德·尤努斯（Muhammad Yunus）其格萊珉事業的精神，透過社會型企業（Social Business）的推動，達到三零任務（零淨碳排、零貧窮、零失業）的願景。台灣尤努斯基金會鼓勵大專院校成立尤努斯社會企業中心(YSBC)，目前台灣已有14所大學成立YSBC，合作辦理各種活動，提升學生的社會、經濟及環境意識。
尤努斯教授為台灣尤努斯基金會之首席顧問，其於2024年8月8日於孟加拉國學生政變後被總統授命為臨時政府首席顧問(最高領導人)。

## 四大志業
- 格萊珉公益信託(Grameen Trust)
- 社會型企業基金(Social Business Fund)
- 尤努斯社會企業中心(Yunus Social Business Centre)
- 在地發展尤努斯社會企業(Yunus Social Business)

## 基金會主要專案任務
- 三零社團(青年教育、志工行動)
- 大學尤努斯社會企業中心(社企推廣、大學教育)
- 格萊珉學校(婦女創業、微型貸款)
- 台中尤努斯故事館(地方創生、親子財商)
- 尤努斯社企沙龍(創業培力、ESG)
- 尤努斯扎根營(社會創新、青年培力)
- 國際研討會(學術交流、ESG淨零)
- 三零學院(淨零永續、培育三零人才)

## 基金會歷史
2014
- 尤努斯教授訪台演講
- 成立台灣尤努斯基金會籌備處
- 國立中央大學成立尤努斯社會企業中心(YSBC)

2015
- 台灣尤努斯基金會正式成立

2016
- 偏鄉小學社會型企業教育暨音樂教育宣導
- 舉辦第一屆社會型企業東亞年會，尤努斯教授訪台
- 長榮大學成立尤努斯社會企業中心(YSBC)

2017
- 國立高雄大學成立尤努斯社會企業中心(YSBC)
- 國立金門大學成立尤努斯社會企業中心(YSBC)

2018
- 國立屏東科技大學成立尤努斯社會企業中心(YSBC)
- 臺中尤努斯故事館在光復新村成立
- 國立高雄科技大學成立尤努斯社會企業中心(YSBC)
- 東吳大學成立尤努斯社會企業中心(YSBC)
- 國立臺中科技大學成立尤努斯社會企業中心(YSBC)

2019
- 尤努斯兩岸金融菁英研習營—孟加拉達卡參訪
- 國立臺北商業大學成立尤努斯社會企業中心(YSBC)
- 中原大學成立尤努斯社會企業中心(YSBC)
- 舉辦第二屆社會型企業東亞年會，尤努斯教授訪台
- 國立東華大學成立尤努斯社會企業中心(YSBC)

2020
- 三零世界保衛戰—公益代言人陳零九
- 三零無國界尤努斯社企聯展

2021
- 國立勤益科技大學成立尤努斯社會企業中心(YSBC)
- 第一屆台灣尤努斯創新獎
- 疫後共善 知識永續論壇

2022
- 國際3ZERO Club三零社團計畫在台啟動
- 第二屆台灣尤努斯創新獎
- 「從零開始」永續論壇
- 致理科技大學成立尤努斯社會企業中心(YSBC)

2023
- 第一屆尤努斯扎根營
- 孟加拉尤努斯中心Yunus Centre 參訪
- 第三屆台灣尤努斯創新獎
- 3ZERO Club—Eat 4 Environment世界蔬食挑戰
- ZERO碳生活 永續論壇

2024
- 南華大學成立尤努斯社會企業中心(YSBC)
- 第二屆尤努斯扎根營
- 第二屆格萊珉學校
- 第四屆台灣尤努斯創新獎

## 組織架構
- 教育訓練委員會
- 志工服務委員會
- 格萊珉委員會
- 國際合作委員會
- 尤努斯社會企業中心發展委員會
- 婦女創業與兒童福利委員會
- 社會型企業推廣委員會
- 出版委員會
- 公共關係委員會
- 基金發展委員會
- 公益平台委員會
- 全人教育委員會
- 法律委員會
- 跨領域策略委員會
- 淨零永續委員會

## 外部連結
1. 台灣尤努斯基金會官網 （页面存档备份，存于）
2. 台灣尤努斯基金會臉書